# Кемпер, Эдмунд
Эдмунд Эмиль Кемпер 3-й (англ. Edmund Emil Kemper III; род. 18 декабря 1948, Бербанк, Калифорния) — американский серийный убийца, известный как «Убийца студентов». В подростковом возрасте убил своих дедушку и бабушку. В период с 1972 по 1973 год совершил 8 убийств в штате Калифорния: 6 студенток, собственную мать и её подругу.

## Ранняя жизнь
Эдмунд Эмиль Кемпер III родился 18 декабря 1948 года в городе Бербанк, штат Калифорния, в семье Кларнел Кемпер (1921—1973) и Эдмунда Эмиля Кемпера II. Он был вторым в семье из трёх детей. Имел младшую сестру Аллин Ли Кемпер (род. 1951), и старшую сестру Сьюзан Хьюи Кемпер (1943—2014). Эдмунд рос в социально неблагополучной обстановке, его родители часто скандалили.
В раннем возрасте появился зоосадизм: он убил несколько кошек и свою собаку, после чего расчленил их. Он также играл в похороны сестры, иногда играл в свою казнь, представляя себя смертником, которого ведут на смертную казнь, а его сёстры были палачами.
Из-за постоянных скандалов отец Эдмунда развёлся с Кларнел в 1957 году и уехал. Эдмунд III был разочарован этим поступком — он очень хорошо относился к отцу. После отъезда отца мать начала часто ругаться с сыном. Она была алкоголичкой и очень властной женщиной, которая постоянно оскорбляла сына. В возрасте десяти лет Эдмунд отправлялся спать в подвал, который мать запирала — она опасалась, что Эдмунд может изнасиловать своих сестёр. Мать Эдмунда оскорбляла его из-за высокого роста, большого веса, говорила, что у него не будет девушки из-за его схожести с отцом.
В возрасте четырнадцати лет Эдмунд, не выдержав тирании матери, сбежал к отцу в Ван-Найс, Калифорния. У отца были новая жена и сын, из-за этого отец отправил его на ранчо в Норт-Фолке, Калифорния, к своим родителям — Мод Кемпер (род. 1897) и Эдмунду Эмилю Кемперу I (род. 1892). У внука и бабушки не сложились нормальные отношения, они часто ссорились.

## Убийство бабушки и дедушки

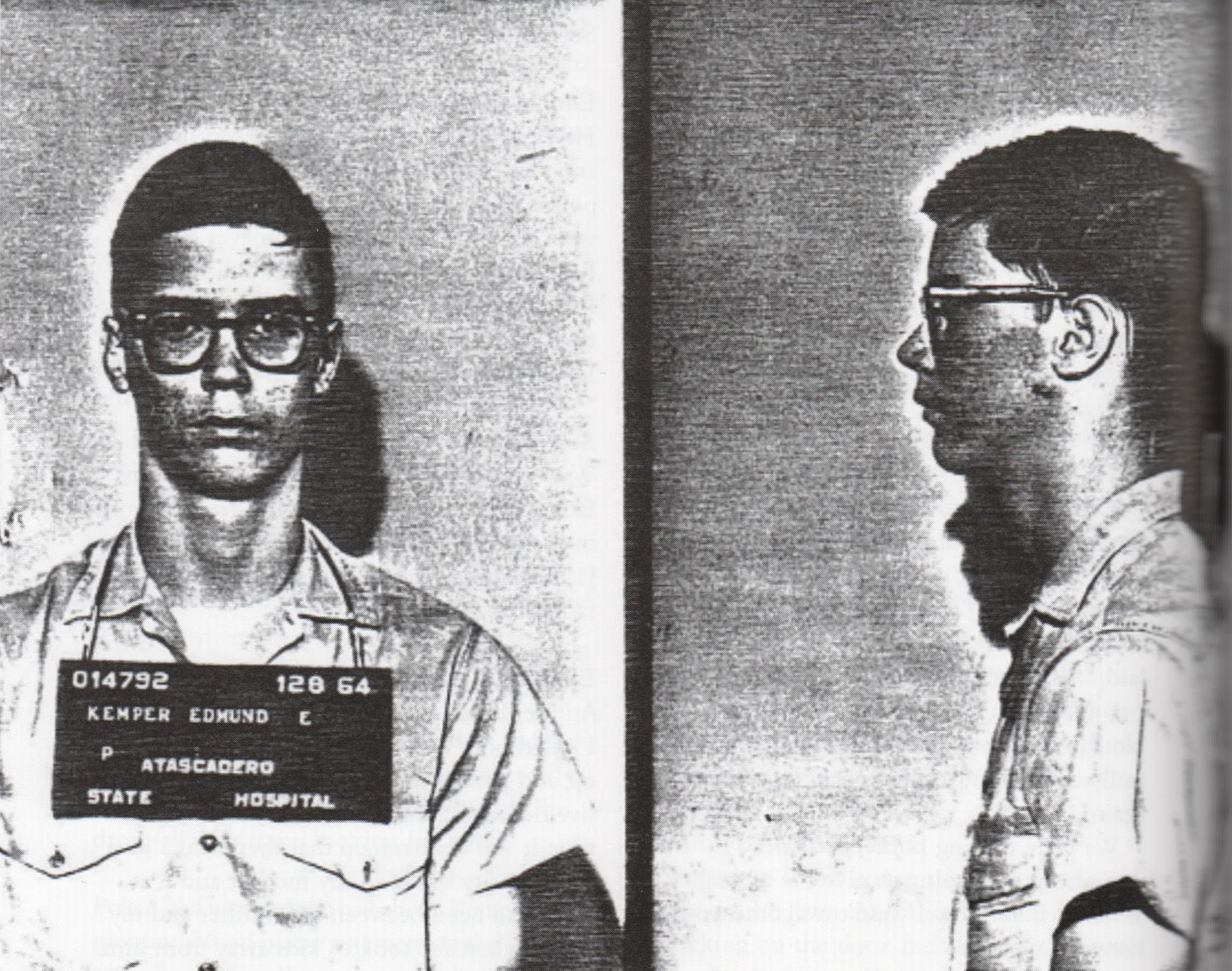
Эдмунд Кемпер после ареста в 1964 году

27 августа 1964 года, в возрасте 15 лет, он убил своих бабушку и дедушку. Сначала он убил бабушку. Эдмунд и Мод поругались, в ярости Кемпер нашёл ружьё дедушки и несколько раз выстрелил в бабушку, после этого нанёс ей несколько ударов ножом.
Когда дед вернулся из магазина домой, Эдмунд вышел из дома и убил его несколькими выстрелами из ружья. После этого он позвонил матери и сказал, что он сделал. Мать сказала ему вызвать полицию и ждать её, не отходя от дома. Эдмунд вызвал полицию и во всём сознался.
После приезда полиции полицейский спросил его, зачем он это сделал. Он сказал, что убил бабушку, чтобы почувствовать, «каково это убить бабушку», а дедушку он убил, чтобы тот не узнал об убийстве своей жены.
В ходе психиатрической экспертизы его признали параноидным шизофреником и отправили в психиатрическую клинику Атаскадеро.

## В психиатрической клинике
Психиатры психиатрической клиники Атаскадеро не согласились с диагнозом, они говорили, что Кемпер вменяем и он осознавал свои действия во время убийства. Его IQ во время первого теста составил 136 баллов. Во время работы в Атаскадеро он снова прошёл тест IQ, результат составил 145 баллов.
В клинике он стал образцовым заключённым, и его врачи назначили ему работать над адаптацией стандартных тестов под уголовную среду. Находясь в клинике, он общался с другими заключёнными, большинство из них являлось убийцами и насильниками. Благодаря их рассказам, он составил правила совершения идеального убийства.

## Жизнь после тюрьмы
18 декабря 1969 года он был условно-досрочно освобождён из Атаскадеро. На момент освобождения ему был 21 год. Его отправили к матери. Во время нахождения сына в клинике она успела выйти замуж и поменять свою фамилию на Стоунберг, после этого она снова развелась. Она работала в университете Санта-Круз и жила в городе Аптас, штат Калифорния. 29 ноября 1972 года записи о его пребывании в клинике и судимость были удалены.
Находясь на свободе, Эдмунд начинает учиться в колледже. Он хотел стать полицейским, но ему отказали из-за слишком высокого роста (206 см). Несмотря на отказ, он поддерживал хорошие отношения с полицейскими и вместе с ними ходил в бар, где они пили и отдыхали.
Он устроился на работу дорожным размётчиком в Департамент транспорта Калифорнии. Отношения Эдмунда и матери по-прежнему были плохими, они часто ругались.
Накопив денег, он уехал от матери к своему другу в город Аламеда и снял жильё. Мать часто звонила и навещала Эдмунда. Денег у Эдмунда было мало, и он часто возвращался в дом матери. На пляже Санта-Крус Кемпер встретил ученицу средней школы Терлок, с которой он обручился в марте 1973 года. Помолвка была разорвана после второго ареста Кемпера.
Работая дорожным размётчиком, он часто видел автостопщиц. Он начал складывать в свою машину пластиковые пакеты, ножи, одеяла и наручники. После этого он начал отвозить автостопщиц в места, куда они хотели добраться, и отпускать их, не нанося им никакого вреда.

## Серия убийств
С мая 1972 года по апрель 1973 года Кемпер убил восемь человек (6 студенток, мать и её подругу). Он подбирал студенток, отвозил в укромное место, после этого он их пытал, насиловал и убивал. После этого трупы студенток он отвозил к себе домой, отрубал им руки и голову, совершал акт некрофилии, останки он выбрасывал.

### Убийство Мэри Энн Пеше и Аниты Мэри Лучессы

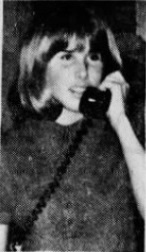
Анита Мэри Лучесса

7 мая 1972 года он ехал в Беркли. Там он заметил Мэри Энн Пеше и Аниту Мэри Лучессу. Он предложил им отвезти их до Стэнфордского университета, они согласились. Кемпер изменил маршрут, доехав до лесного массива Аламеды, и убил обеих женщин, нанеся им ножевые ранения и задушив их.
Доехав до дома, он сфотографировал трупы, совершил акт некрофилии, после этого отрубил руки и головы жертвам. Поместив останки в пластиковые пакеты, он доехал до горы Лома-Приета и там избавился от останков. В августе 1972 года череп Пеше был найден.

### Убийство Эйко Ку
14 сентября 1972 года он подобрал 15-летнюю Эйко Ку. Доехав до укромного места, он придушил её до потери сознания, изнасиловал и убил. Труп он спрятал в багажнике. После этого он приехал в бар и выпил.
Доехав до своего дома, он перенёс её труп в подвал и совершил акт некрофилии, после этого он расчленил труп и выбросил останки в Тихий океан.

### Убийство Сидни Шелл
Из-за недостатка денег Эдмунд вернулся к матери. 7 января 1973 года он подобрал Синтию Энн «Сидни» Шелл. Доехав до лесного массива, он выстрелил ей в голову. Труп он спрятал в багажнике. Доехав до дома матери, Кемпер вытащил труп Сидни и спрятал его в шкафу. На следующий день он вытащил пули из её головы, совершил акт некрофилии, расчленил тело.
Голову Шелл он закопал на заднем дворе дома матери. Он закопал её так, чтобы голова смотрела на комнату матери, остальные останки он выбросил, сбросив их со скалы. В течение нескольких недель они были найдены, за исключением головы.

### Убийство Розалинды Торп и Элис Лю

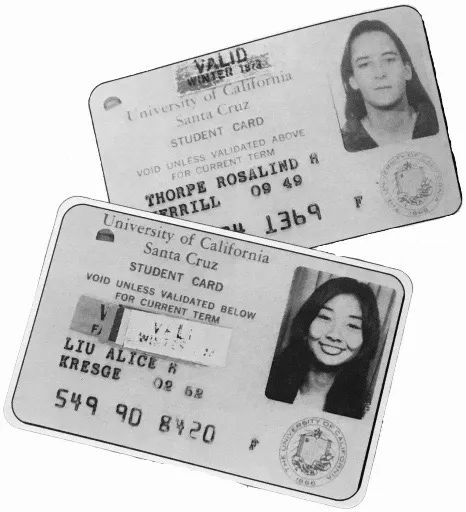
Студенческие билеты Розалинды Торп и Элис Лю

5 февраля Эдмунд в очередной раз поругался с матерью, он покинул свой дом в поисках новых жертв. На своей машине он добрался до кампуса Калифорнийского университета Санта-Круз. Там он встретил Розалинду Хизер Торп и Элис Хелен «Эллисон» Лю. Они согласились сесть в его машину, сразу же после этого он убил их, выстрелив в них из пистолета.
Добравшись до дома матери, он обезглавил трупы, после этого он перенёс их в свою комнату в квартире матери, совершил акт некрофилии. На следующее утро он вытащил пули, расчленил тела и выбросил останки. Через некоторое время несколько останков были найдены в Иден и около шоссе № 1.

### Убийство матери
20 апреля мать Эдмунда Кларнел Стоунберг вернулась с празднования своего дня рождения. На пороге дома она увидела сына с цветами, но вместо благодарности она начала снова его унижать. Кемпер не мог больше терпеть, он жаждал мести за унижения.
Утром 21 апреля он молотком забил до смерти свою спящую мать. Далее он отрубил ей голову, вырезал ей язык и голосовые связки, которые он выбросил в мойку, однако она засорилась, и Кемпер собственноручно вытолкнул органы из неё. Положив голову своей матери на шкаф, он принялся на неё кричать, припоминая различные унижения со стороны матери. После этого он спрятал труп матери в шкаф и отправился в бар, чтобы выпить.

### Последнее убийство (Сара Холлетт)
Сара Тейлор «Салли» Холлетт была подругой Кларнел. 21 апреля 1973 года Эдмунд позвонил ей и пригласил её в дом матери. После прибытия в дом Эдмунд подошёл к ней сзади и сломал ей шею. После этого он совершил акт некрофилии. После этого он положил трупы своей матери и Холлетт в шкаф и оставил записку для полиции.

## Бегство и арест
После убийства Холлетт Эдмунд скрылся, уехав на машине. Радио в его машине было включено, он ожидал, что полиция скоро обнаружит трупы в квартире его матери и объявит его в розыск, но этого не произошло.
Добравшись до города Пуэбло, он нашёл телефонную будку. Он позвонил полиции и сознался в убийствах, но они ему не поверили. После этого он позвонил полицейскому, которого он знал лично, сознался в убийствах и сообщил ему, где он находится. Полицейский ему поверил. Вскоре прибыла полиция, которая его задержала.

## Суд
7 мая 1973 года Кемперу было предъявлено обвинение в 8 убийствах. Из-за полного признания Кемпера в убийствах его адвокат предложил ему признать себя невиновным из-за невменяемости, Эдмунд согласился. В заключении Эдмунд пытался несколько раз покончить с собой, но безуспешно.
На суде Кемпер пытался убедить присяжных в своей невменяемости, но ему это не удалось. 8 ноября 1973 года его признали виновным и вменяемым. На суде он требовал смертной казни, но в штате Калифорния был введён мораторий на смертную казнь, и его осудили на 8 пожизненных сроков заключения.

## В заключении
Кемпера перевели в калифорнийское тюремное учреждение. В своём тюремном блоке он находился вместе с другими известными заключёнными: Гербертом Уильямом Маллином и Чарльзом Мэнсоном. Кемперу не нравилось, что Герберт мешает смотреть телевизор и постоянно поёт, поэтому Кемпер окунал голову Герберта в унитаз и сливал воду, когда Герберт снова мешал. Из-за этих процедур Герберт начал вести себя более покладисто. Если Герберт хорошо себя вёл, то Эдмунд давал ему арахис.
В тюрьме он стал образцовым заключённым. Он читал для слепых. Несколько раз давал интервью журналистам.
В 2015 году он перенёс инсульт, после которого стал передвигаться на инвалидной коляске.
Ему отказывали много раз в условно-досрочном освобождении. В июле 2024 года его прошение вновь было отклонено. Следующее прошение Кемпер сможет подать лишь через 7 лет, в 2031 году.

## Жертвы убийцы
- Мод Матильда Кемпер — 27 августа 1964
- Эдмунд Эмиль Кемпер 1-й — 27 августа 1964
- Мэри Энн Пеше— 7 мая 1972
- Анита Лучесса — 7 мая 1972
- Эйко Ку — 14 сентября 1972
- Сидни Шелл — 7 января 1973
- Розалин Торп — 5 февраля 1973
- Элис Лю — 5 февраля 1973
- Кларнел Стоунберг — 21 апреля 1973
- Сара Холлетт — 21 апреля 1973

## В массовой культуре

### В музыке
- Песня «Abomination Unseen» группы Devourment, в начальном семпле задействован голос Кемпера, взятый из интервью.
- Песня «Edmund Kemper Had a Horrible Temper», группы Macabre повествует об Эдмунде Кемпере.
- Песня «Killifornia (Edmund Kemper III)», группы Church of Misery повествует об Эдмунде Кемпере.
- Песня «Urge to Kill» группы Throbbing Gristle также рассказывает о жизни Эдмунда Кемпера.
- В песне «Fortress» группы System of a Down также упоминается имя Эдмунда Кемпера.
- Отрывки из телевизионной передаче об Эдмунде, включающем интервью с ним, использованы в композиции «Forever» австралийской группы The Berzerker.
- Альбом «Dedicated To Edmund Emil Kemper» группы Deathpile целиком посвящён Эдмунду Кемперу.
- Песня «Severed Head» группы Suicide Commando содержит семплы из фильма The Killing of America, содержащие голос Эдмунда Кемпера.
- В песне «Blood From The Soul» группы Blood From The Soul использована запись голоса Кемпера.
- Песни «The Co-Ed Killer» и «Ed Kemper», группы Intestinal Disgorge повествуют об Эдмунде Кемпере.
- В песне «New Flesh» группы Pitchshifter использована запись голоса Кемпера.
- В альбоме «Snuffgrind Anthology» gorenoise проекта KxPxLxSxTxTxKx присутствует ряд треков, посвященный Эдмунду Кемперу.
- Альбом словацкой группы Goreopsy под названием «Co.- Ed Killer» 2004 года полностью посвящён Эдмунду Кемперу.
- Песня «God Bless» группы Combichrist в списке имён.
- Песня «Edmund Emil Kemper III» австрийской группы Grimnir.
- Песня «Edmund Kemper» австралийской группы SKYND.

### В литературе
- «Охотники за умами. ФБР против серийных убийц» («Mindhunter: Inside the FBI’s Elite Serial Crime Unit»). Его история рассказана в книге подробно.
- «Дорога великанов» Марк Дюген.
- «Кровавая луна» Ю Несбё. Упоминание дела серийного убийцы во время расследования
- «Хирург» Герритсен Тесс. Упоминание дела серийного убийцы во время расследования.

### В кинематографе
- Документальный фильм «Кемпер в Кемпере: Мыслить, как серийный убийца»
- Сериал «Охотник за разумом» (1 сезон: 2-я, 3-я и 10-я серия. 2 сезон: 5-я серия). В роли Кемпера — Кэмерон Бриттон.
- Фильм Эд Кемпер, 2025 год, США. Биография, Триллер, Криминал